# Maurice Raymond Saunders
Maurice F. Raymond Saunders, nato Maurice "Morris" Saunders (Akron, 30 maggio 1887 – New York, 27 gennaio 1948), è stato un illusionista statunitense.
Nato ad Akron, nell'Ohio, diventò un famoso illusionista con il nome d'arte The Great Raymond. Cominciò la sua carriera negli Stati Uniti ma acquistò notorietà nel Regno Unito. Nel 1910, portò il suo spettacolo in tutto il mondo, girando il circuito del vaudeville dall'Australia a numerosi paesi asiatici, come le Filippine, il Giappone, la Cina, arrivando fino alle Hawaii.
Harry Houdini patrocinò nel 1921 l'entrata di Saunders nella Society of American Magicians.
Saunders morì il 27 gennaio 1948 e venne sepolto al Glendale Cemetery di Akron.

## Filmografia
- The Great Raymond (1913)